# Korea Polar Research Institute
Il Korea Polar Research Institute (KOPRI; in coreano 한국극지연구소?, 極地硏究所?, Hanguk geukji yeongu soLR; in italiano Istituto coreano di ricerca polare) è l'istituto della Corea del Sud per la ricerca scientifica nelle regioni polari, agenzia principale del programma nazionale per l'Artico e l'Antartico. Porta avanti studi sulla biodiversità, sui cambiamenti climatici e sull'evoluzione geologica.

## Storia
Il programma di ricerca polare della Corea del Sud ha avuto ufficialmente inizio nel marzo del 1987, con la fondazione del Laboratorio di ricerca polare presso l’allora Istituto coreano di ricerca e tecnologia marina (KORDI) e, nell'agosto dello stesso anno, con l'istituzione del Comitato nazionale coreano per la ricerca in Antartide (KONCAR). Le attività di ricerca sul campo iniziarono ufficialmente il 17 febbraio 1988, con l'inaugurazione della stazione King Sejong sull'isola King George in Antartide. La Corea del Sud, che aveva già aderito al Trattato sull’Antartide nel 1986, ottenne lo status consultivo nell’ottobre 1989. Nel 1990,  la Corea del Sud è stata accreditata come membro del Comitato scientifico per la ricerca in Antartide (o "SCAR"). Nel 2002 è stata aperta la stazione Arctic Dasan a Ny-Ålesund alle Svalbard.
Nell'aprile del 2004 è stato istituito il "Korea Polar Research Institute" (KOPRI), come istituto di ricerca affiliato al KORDI, con l'obiettivo di diventare l'unica agenzia governativa sud coreana specializzata in attività polari di ricerca. Nel marzo 2006, KOPRI si è trasferita nella zona economica libera di Incheon. Nel 2009 è stata varata la prima nave rompighiaccio costruita in Corea del Sud: la RV Araon che ha intrapreso il suo primo viaggio di prova nell'estate del 2010. Nell'aprile del 2013 è stata inaugurata la sede KOPRI a Incheon mentre la costruzione dei laboratori di ricerca è terminata nel 2016. L'istituto dispone di un laboratorio del freddo, una camera bianca per lo stoccaggio dei meteoriti, un laboratorio di microscopia elettronica e una sala per l'analisi degli isotopi dell'ossigeno.

## Descrizione

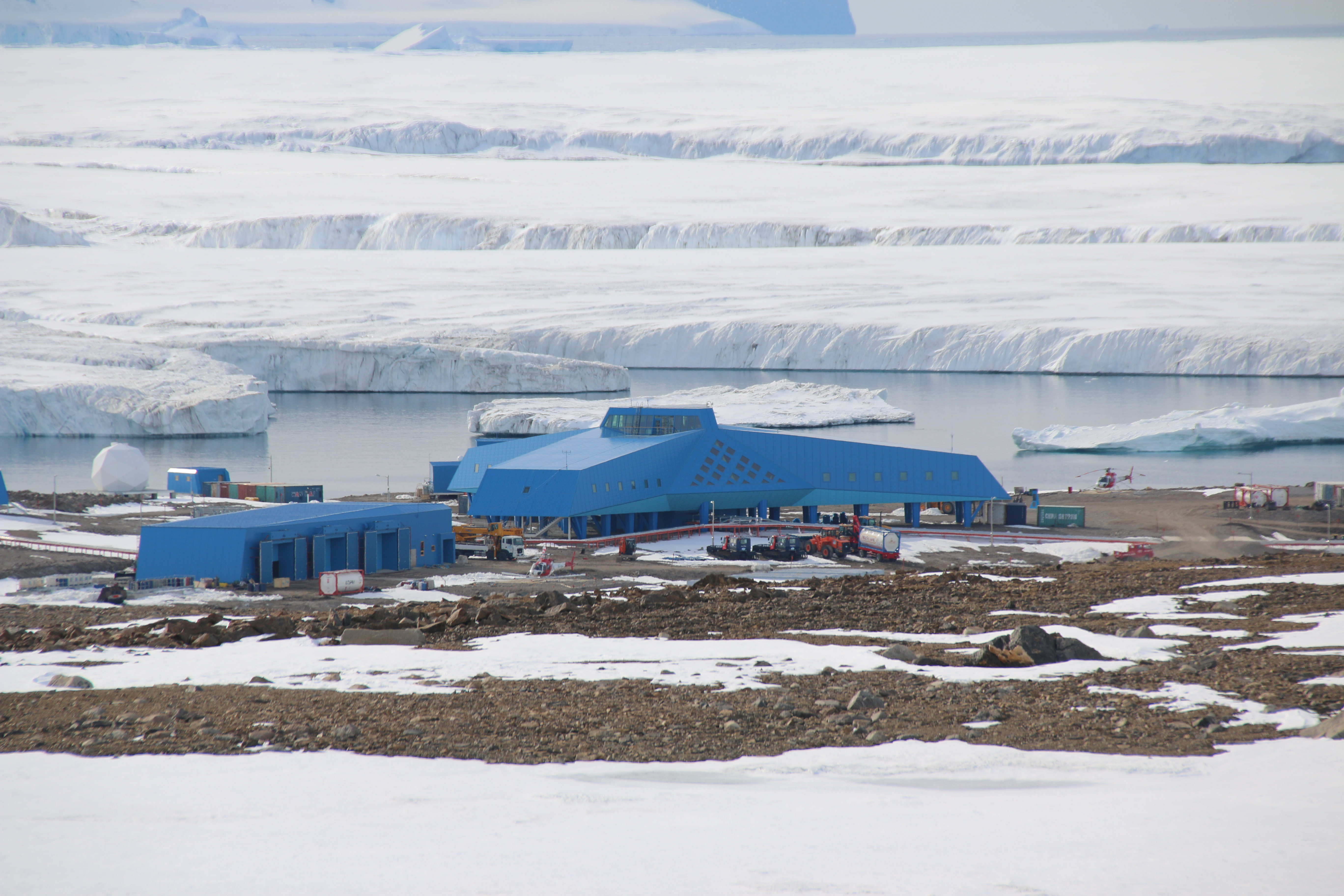
Stazione Jang Bogo

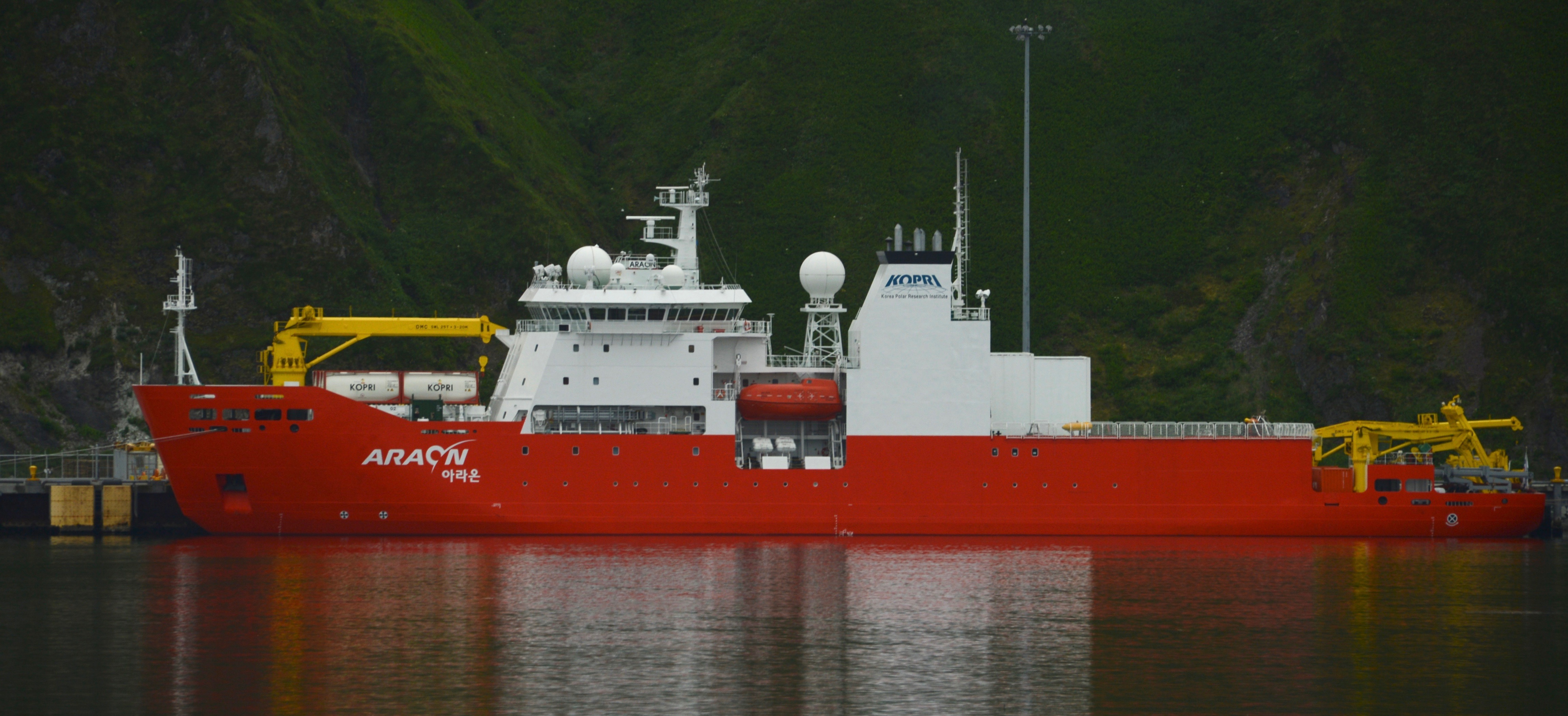
RV Araon

### Struttura
L'istituto è diviso in dipartimenti specializzati nelle area di ricerca, e nelle attività, di interesse per l'agenzia:
- Divisione di Scienze dell'Atmosfera;
- Divisione di Scienze della Terra;
- Divisione di ricerca sull'ambiente glaciale;
- Divisione di Scienze Oceaniche;
- Divisione di scienze della vita;
- Dipartimento di convergenza tecnologica del futuro;
- Centro di Telerilevamento e GIS;
- Unità di ricerca sui nuovi materiali criogenici;
- Unità di esplorazione della frontiera.

### Infrastrutture

#### Basi Scientifiche
Il KOPRI dispone di 3 basi di ricerca nelle regioni polari:
- Base scientifica Sejong: si trova nell'Isola di re Giorgio in Antartide;[6]
- Stazione Jang Bogo: localizzata nella Baia Terra Nova sulla Terra Vittoria in Antartide;[7]
- Base scientifica di Dasan: si trova trova a Ny-Ålesund sull'isola Spitsbergen facente parte dell'arcipelago delle Svalbard nell'Artico.[8]

#### Navi da ricerca
- RV Araon: nave rompighiaccio varata nel 2009 impiegata per test scientifici e operazioni logistiche a favore delle basi nella regione antartica.[9]